# Jock Colville
Pour les articles homonymes, voir Colville.
John Rupert Colville, (28 janvier 1915 - 19 novembre 1987), connu sous le nom de Jock Colville, est un haut-fonctionnaire britannique. Il est surtout connu pour ses journaux intimes, qui décrit la vie du 10 Downing Street pendant le gouvernement de Winston Churchill  en temps de guerre.

## Famille
Colville vient d'une famille politiquement active et bien liée, bien que, comme il l'a déclaré dans l'introduction de ses journaux publiés, il est le fils cadet d'un fils cadet et n'héritait donc pas de la richesse familiale.
Il est le fils de George Charles Colville, qui est secrétaire de l'Institut des comptables agréés et le fils cadet de Charles Colville (1er vicomte Colville de Culross), un homme politique conservateur qui est maître des Buckhounds et whip en chef conservateur.
Sa mère, Cynthia, est une membre de la Cour et une assistante sociale. Elle est la fille de Robert Crewe-Milnes, 1er marquis de Crewe, et de sa première épouse, Sibyl Graham, de la famille des baronnets Graham de Netherby. Colville n'a jamais connu sa grand-mère maternelle, décédée jeune; son grand-père maternel, un ministre libéral du Cabinet, s'est remarié avec Margaret (Peggy) Primrose, fille de Archibald Primrose (5e comte de Rosebery), et sa femme Hannah, héritière de la fortune Rothschild. Lionel Nathan de Rothschild est un ami proche de Colville. Cynthia, en plus de ses fonctions de femme de la chambre de la reine Mary, consacre son énergie à alléger la souffrance de Shoreditch, l'une des zones les plus pauvres de l'East End de Londres.
Colville a deux frères aînés, David Richard (11 mai 1909 - 9 février 1987) et le major Philip Robert Colville (7 novembre 1910 - 11 avril 1997). Le cousin germain et camarade de classe de Colville, Terence O'Neill, est plus tard premier ministre d'Irlande du Nord de 1964 à 1969. Il est aussi parent de James Chichester-Clark et la tante de Colville est Mary Innes-Ker, duchesse de Roxburghe. Peter Carington, 6e baron Carrington, un homme politique conservateur qui est secrétaire aux affaires étrangères dans le cabinet de Margaret Thatcher de 1979 à 1982, est son cousin.

## Jeunesse et éducation
Colville sert aux côtés de Harry Legge-Bourke (son cousin) comme page d'honneur entre 1927 et 1931, grâce aux relations de sa mère en tant que proche de la reine. Elle l'emmène aussi au centre de bien-être pour enfants qu'elle dirige à Shoreditch à Londres. Il fait ses études à la West Downs School, Winchester; Harrow ; et Trinity College, Cambridge. En vue d'une carrière dans le service diplomatique, il passe deux fois quelques mois en Forêt-Noire pour améliorer son allemand. La première fois dans le village de Marxzell, juste avant l'université en 1933, et la seconde fois en 1937. Il a ainsi vu le tout début de la chancellerie d'Hitler, et ses effets une fois qu'elle s'était mise en place: "Il y avait une force croissante et une joie décroissante"  (C'était une référence ironique au programme nazi de renforcement du moral de Kraft durch Freude, La force par la joie).

## Vie publique
Colville est secrétaire privé adjoint de trois premiers ministres:
- Neville Chamberlain, 1939-1940,
- Winston Churchill, 1940–41 et 1943–45 (et secrétaire principal adjoint, 1951–55),
- Clement Attlee, 1945.

### Journaux
Colville tient un journal de 1939 à 1957, dont certaines parties sont publiées (The Fringes of Power: 10 Downing Street Diaries 1939–1955). Les journaux originaux sont conservés au Churchill Archives Center, Université de Cambridge et, à l'exception du volume final, sont ouverts au public.
Churchill aimait, comme le montrent les journaux, Colville et, à la lecture des journaux publiés, il est évident que Colville est proche du reste de la famille Churchill. Lorsque Churchill est atteint de pneumonie, c'est Colville qui est convoqué après son bref passage dans la RAF pour accompagner Clementine Churchill dans un avion en Égypte pour lui rendre visite, bien qu'il soit clair à leur arrivée que la vie de Churchill n'est pas en danger. 
Les journaux contiennent de nombreuses conversations entre Churchill et ses collègues politiques et militaires, ainsi que ses réflexions privées. Ils illustrent le contraste entre «l'atmosphère de précipitation» de Churchill, par rapport aux horaires plus courts et aux niveaux d'énergie réduits associés à son prédécesseur Chamberlain, que Colville a également servi. Les commentaires dans les journaux montrent comment, même lorsqu'il est en proie à des catastrophes dans les premiers jours de son mandat de premier ministre, Churchill est encore capable de remonter le moral de ceux qui l'entourent, avec son sens de l'objectif et son sens de l'humour. Ils révèlent qu'une grande partie de la correspondance de Churchill (bien qu'aucun de ses discours) est rédigée par Colville et d'autres dans leurs imitations du style distinctif de Churchill, bien que sous réserve de son approbation. Les journaux traitent également du poste de premier ministre de Churchill en temps de paix et de sa retraite régulièrement différée, et notent que, lorsque Churchill prend finalement sa retraite, Colville le trouve assis sur son lit au 10 Downing Street en disant (de son successeur, Eden) "Je ne pense pas qu'Anthony puisse le faire !" .

### Carrière
Colville sert pendant la Seconde Guerre mondiale comme pilote dans la Royal Air Force Volunteer Reserve (RAFVR), 1941–44.
Il est secrétaire privé de la princesse Elizabeth de 1947 à 1949 et secrétaire principal adjoint du premier ministre, Winston Churchill, de 1951 à 1955.
Il est directeur exécutif de Hill Samuel Ltd, 1955-1980. Colville joue un rôle déterminant dans la collecte de fonds pour la création du Churchill College, à Cambridge, en tant que mémorial national à Winston Churchill, et est nommé membre honoraire du Collège en 1971. Il est secrétaire honoraire conjoint de The Other Club pendant de nombreuses années. Colville est administrateur des successions de Sir Winston et de Lady Churchill. À différents moments de sa vie, il est directeur de la société Provident Life Association, du London Committee, de la Ottoman Bank et d'Eucalyptus Pulp Mills Ltd.

## Mariage et enfants
En 1948, Colville épouse Margaret Egerton, fille de John Egerton (4e comte d'Ellesmere); elle est dame d'honneur de la reine Élisabeth II et de la reine Elizabeth la reine mère.
Les Colville ont deux fils et une fille et vivaient dans le Hampshire. Leur fille, Elizabeth, est une filleule de la reine Élisabeth II.
Colville est fait chevalier en 1974, après avoir été nommé CB en 1955 et CVO en 1949. Il est décédé en novembre 1987, âgé de 72 ans.
Le Jock Colville Hall du Churchill College de Cambridge, qui est attenant au Churchill Archives Centre, est nommé en son honneur.
Colville est interprété par James D'Arcy dans le film de 2009 Into the Storm et par Nicholas Rowe dans la série télévisée Netflix The Crown.